# إدواردو أغيري
إدواردو أغيري (بالإنجليزية: Eduardo Aguirre) هو دبلوماسي أمريكي وكوبي، ولد في 30 يوليو 1946 في كوبا.

## وصلات خارجية
- إدواردو أغيري على موقع إن إن دي بي (الإنجليزية)